# Steve Topping
Steve Topping es un guitarrista de jazz del Reino Unido.

## Trayectoria
Comenzó su carrera tocando en clubes con Gary Husband y Paul Carmichael a finales de los setenta. Después, realizó una pequeña gira con estos y Allan Holdsworth. De estas reuniones salió el álbum What is it en 2004, grabado en 1980.
Permaneció sin editar álbumes hasta 1997, cuando salió Time & Distance, con la misma agrupación. Tras otro largo período publicó The Late Flower en 2004, con la sustitución de Paul Carmichael por Jimmy Johnson en el bajo, así como la participación de un chelista.
- Datos: Q5485627